# Le Cycle des démons
Le Cycle des démons (titre original : Demon Cycle) est une série de romans de fantasy de Peter V. Brett, dont l'écriture et la parution sont en cours. Le premier volume est paru en 2008. La série compte cinq romans et plusieurs nouvelles.

## Description

### Toile de fond
L'histoire se situe dans un univers médiéval où la magie est présente. L'intrigue se déroule essentiellement dans l'ancien royaume de Thesa. Le pays est alors divisé en cinq entités indépendantes. Au nord se trouvent les duchés de Miln, Angiers, Rizon et Lakton. Au sud, dans le désert se trouve la cité théocratique de Krasia.

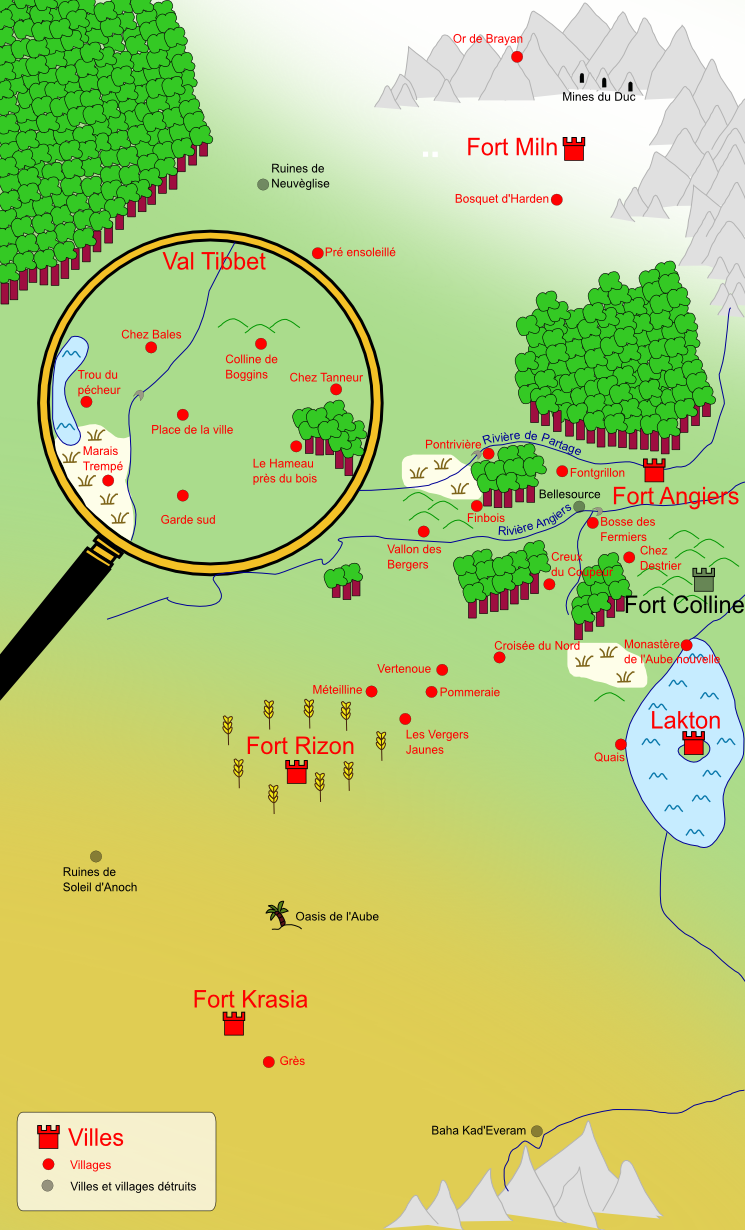
Carte de Thesa.

### Résumé
Depuis trois cents ans, les démons se lèvent chaque nuit pour attaquer les hommes et semer le chaos. Les perpétuelles offensives ont mené l’humanité à la déchéance, passant d’un âge d’or technologiquement avancé à un âge sombre et peu évolué. Seules les runes magiques protègent les humains des démons. Ces symboles peints ou gravés forment des barrières protectrices autour des constructions humaines. Ces runes sont malgré tout fragiles et faillibles. Deux hommes vont se lever contre cet état de fait et s'opposer pour diriger la guerre qui mettra fin à la présence des démons sur la terre.

## Publications

### Le Cycle des démons
- 1. L'Homme-Rune[a 1], Milady, 2009 ((en) The Painted Man, HarperCollins, 2008), trad. Laurent Queyssi  (ISBN 978-2811201791)Réédité en livre de poche par Milady en 2011 (ISBN 978-2811206253)[a 2].
- 2. La Lance du désert[a 3], Milady, 2010 ((en) The Desert Spear, 2010)  (ISBN 978-2811204204)Réédité en livre de poche par Milady en 2012 (ISBN 978-2811208028)[a 4].
- 3. La Guerre du jour[a 5], Bragelonne, 2014 ((en) The Daylight War, 2013)  (ISBN 978-2352947165)Réédité en livre de poche par Milady en 2015 (ISBN 978-2811213961)
- 4. Le Trône de crâne, Bragelonne, 2015 ((en) The Skull Throne, 2015)  (ISBN 978-2352948964)Réédité en livre de poche par Milady en 2016 (ISBN 978-2811217785)
- 5. Le Cœur, Bragelonne, 2018 ((en) The Core, 2017)  (ISBN 979-1028110291)Réédité en livre de poche par Milady en 2019 (ISBN 979-1028109806)

### Le Cycle du crépuscule
- 1. Le Prince du désert, Bragelonne, 2022 ((en) The Desert Prince, 2021)  (ISBN 979-10-281-1411-4)
- 2. La Reine cachée, Bragelonne, 2024 ((en) The Hidden Queen, 2024), trad. Jean Claude Mallé, 648 p.  (ISBN 979-10-281-1296-7)

### Nouvelles
- L'Or de Brayan[a 6], Bragelonne, 2011  (ISBN 978-2352944782)Recueil composé des nouvelles The Great Bazaar, Brianne Beaten (parues dans The Great Bazaar and Other Stories en 2010[Note 1]) et Brayan's Gold parue en 2011.
- (en) Messenger’s Legacy, 2014[Note 2]
- (en) Barren, 2018

## Personnages
- Abban am'Haman :  Riche marchand de Krasia. C'est l'ami et le conseiller d'Ahmann.
- Ahmann am'Jardir : Dirigeant de la ville de Krasia. Il est très ambitieux et souhaite diriger la guerre contre les démons.
- Arlen Bales :  Jeune paysan thesien qui devient messager. Il se tatoue des runes sur son corps pour combattre les démons.
- Inevera am'Kasaad : Épouse de Jardir. Elle est forte et calculatrice.
- Leesha Papier :  Guérisseuse du village du Creux du Coupeur. Elle est farouchement indépendante.
- Rojer Tavernier : Jongleur. Il est l'un des plus brillants violonistes de Thesa.

## Peuples

### Les gens du nord
Les Thesiens sont dirigés par quatre ducs indépendants. Ils vivent dans les terres fertiles. Ils ont l'habitude de se nommer par leur profession (Dug Boucher, Harl Tanneur, Cobie Pecheur...). Ils sont plus tolérants que les humains du sud.

### Les Krasiens
Les Krasiens sont des humains qui vivent dans le désert au sud de Thesa. Leur capitale se nomme Fort Krasia. Ils sont composés de douze tribus et parlent le Krasien. Ils sont répartis en trois castes : les guerriers, les religieux et les artisans. Ils sont très misogynes.

#### Tribus
Les douze tribus Krasiennes se nomment Anjha, Bajin, Halvas, Jama, Kaji, Khanjin, Krevakh, Majah, Mehnding, Nanji, Sharach et Shunjin.

#### Dictionnaire
Les mots de krasien qui sont utilisés dans les romans sont les suivants :
- Ajin’pal : Des frères de sang.
- Ala : Le monde.
- Alagai : Un démon (Un Alagai hora est un os de démon).
- Am : Le descendant de.
- Andrah : Le chef suprême du conseil des religieux.
- Asu : Le fils de.
- Baha : Un bol.
- Bido : Un pagne.
- Chin : Un étranger.
- Couzi : Une liqueur.
- Dal : Une personne ou une chose commune (Un Dal’Sharum est un simple soldat. Une Dal’ting est une épouse non guérisseuse).
- Dama : Un religieux.
- Damaja : La première épouse du premier prêtre-guerrier.
- Damaji : Un grand-prêtre (Les Damaji’ting sont les guérisseuses servant les Damaji).
- Domin : Un duel (Un Domin Sharum est un combat d'homme à homme).
- Draki : La monnaie de Krasia.
- Dune : Un chapitre d'un livre.
- Evejah : Le canon saint.
- Evejan : Un croyant.
- Everam : Le Créateur.
- Gai : Une plaie.
- Ginjaz : Un traître.
- Hannu Pash : La voie spirituelle que le Créateur souhaite faire emprunter.
- Heasah : Une prostituée.
- Hora : Un Os (Le Sharik Hora est le Temple construit avec les os des guerriers morts héroïquement. Un Alagai Hora est un os de démon).
- Inevera : Expression qui signifie Selon la volonté du Créateur.
- Jaddah : Pilier du paradis.
- Jiwah : Une épouse ou une concubine (La Jiwah Ka est la première épouse. Une Jiwah’sharuk est une femme du harem des guerriers).
- Ka : Le premier de son ordre (Alagai Ka est le père des démons. La Sharak Ka est la première guerre. Le Sharum Ka est le premier guerrier. Le Shar’Dama Ka est le premier prêtre-guerrier).
- Kad : préfixe signifiant de.
- Kai : Un lieutenant (Un Kai’sharum est un lieutenant du premier guerrier. Une Kai'thing est une femme de la famille du premier prêtre-guerrier).
- Kaji : Le Libérateur.
- Khaffit : Un artisan (Un Kha’sharum est un artisan guerrier. Une Kha'thing est une artisane).
- Nie : Le néant, mais aussi la voie qui fait sortir du néant, l’apprentissage (Un Nie’sharum est un apprenti guerrier. Une Nie’dama’ting est une apprentie guérisseuse. Une Nie'ting est une femme infertile).
- Oot : L'attention.
- Par : Le courage (Un Par’chin est un étranger courageux).
- Push : Ce qui est faux (Une Push’thing est une fausse femme, un homosexuel).
- Sen : Le second de son ordre (Une Jiwah sen est une épouse secondaire).
- Sharaj : Le baraquement militaire.
- Sharaji : Une école (La Kaji’sharaj est l’école de la tribu Kaji. La Majah’sharaj est l’école de la tribu Majah).
- Sharak : La guerre. (L’Alagai’sharak est la guerre contre les démons).
- Sharik : Un héros.
- Sharukin : Le mouvement de base du combat.
- Sharum : Un guerrier (Une Sharum’ting est une femme guerrière. Un Chi'sharum est un guerrier étranger).
- Sharusahk : Une technique de combat à mains nues.
- Tikka : Une grand-mère.
- Ting : Une femme (Alagai’ting Ka est la mère des démons. Une Dama’ting est une sainte femme, une guérisseuse).
- Vah : La descendante de.
- Zahven : Le rival.

### Les démons
Durant la journée, étant vulnérables au soleil, les démons vivent sous terre dans le « Cœur » ou l'« Abysse ». C'est pourquoi ils sont aussi appelés « Chtoniens ». Dirigés par la Mère de tous les démons, ils s'érigent jusqu’à la surface à la tombée de la nuit et attaquent toute forme de vie. Leurs griffes sont empoisonnées. Les plaies provoqués par des griffes s'infectent très rapidement et provoquent la « Fièvre du démon », qui peut être mortelle sans un traitement adéquat. Ayant une très bonne mémoire, ils testent avec acharnement, toutes les nuits, les runes protectrices mises en place par les humains et ne frappent jamais aux mêmes endroits de façon à déceler une éventuelle faille. Les démons sont de forme et de nature différentes mais possèdent tous de l'« Ichor ». Ils sont généralement associés à un élément particulier. Sont cités les :
- Démons d’argile : Ce sont des créatures « d’argile orange ». Elles sont « menues et courtaudes, pas plus grandes qu’un petit chien », mais leurs muscles, leurs griffes et les plaques épaisses qui forment leurs cuirasses en font des tueurs « redoutables ». Elles ont un « visage aux traits mal définis »[2].
- Démons des berges ou Grenouillards : « Les gens les appellent des grenouillards parce qu’ils ressemblent à de grosses grenouilles, sauf qu’ils sont assez gros » pour manger un homme « comme une mouche »[3].
- Démons de bois : Ils ont des « rangées de dents semblables à des couteaux de cuisine ». Leurs tendons sont « épais et difformes». Ils ont une « carapace semblable à de l'écorce » et se déplacent sur « quatre pattes »[4]. Ils ne sont « pas plus grand qu'un homme moyen »[5].
- Démons des champs : Ce sont les « cousins rabougris des démons de bois »[6]. Ils ont une « silhouette fuselée » Ils sont « ramassées comme des lions sur leurs quatre pattes »[7].
- Démons de l’eau : Ils peuvent « percer la coque d'un bateau et entraîner de malheureux pêcheurs par le fond »[8] avec leurs énormes tentacules[9]. Ils ont des écailles tranchantes. Leur gueule est disproportionnée par rapport au reste de leur corps et présente d'innombrables rangées de dents tranchantes[10].
- Démons de l’esprit ou princes chtoniens : Ils ont un corps élancé mais « ne dépassaient pas un mètre cinquante ». « Leur douce chair gris anthracite contraste avec la cuirasse noueuse de leurs grands frères. Au bout de leurs doigts et de leurs orteils, leurs griffes semblent fragiles : droites et fines comme les ongles d’une femme manucurée. Leur bouche dépourvue de museau ne contient qu’une seule rangée de petites dents aiguisées. Leurs grands yeux sans paupières ressortent de leur tête hypertrophiée et conique. La peau de leurs  crânes, rugueuse et râpeuse, frémi au niveau de leurs petites cornes vestigiales »[11]. Leurs yeux sont « d’immenses mares noires »[12]. Le plus puissant des princes chthoniens est le seul qui a l'autorisation de s'accoupler avec la Mère de tous les démons. Il est appelé le Favori royal[13].
- Démons des flammes : Ce sont les « Chtoniens les plus petits : ils prennent forme accroupis sur leurs quatre pattes et ne mesuraient pas plus de quarante-cinq centimètres au garrot. Une fumée lumineuse fait briller leurs yeux, leurs narines et leurs bouches ». Ils ne sont « Pas plus gros qu'un chat » mais crachent du feu[14].
- Démons de foudre : Ces démons très rares prennent l'apparence de grands éclairs[15].
- Démons des marais ou Vasards : Ce sont des démons « petits avec des de longs bras. Leur bave acide colle partout. Elle brûle et elle ronge »[16].
- Démons métamorphes : Ce sont des « démons géants mesurant deux mètres soixante-dix au garrot, à la peau dure et brune, aussi rugueuse et noueuse que de l'écorce ». Ils ont les yeux noirs[11]. « D'innombrables rangées de crocs hérissaient leurs imposantes mâchoires, et leurs membres s'achèvent par de longues griffes. Le reste de leurs corps, anguleux par endroits et lisse à d'autres, évoque les anneaux souples, jamais vraiment inertes d'un serpent »[13].
- Démons des neiges : Ce sont des démons « dont les écailles d'un blanc pur scintillent comme des flocons de neige » Il ressemblent « beaucoup à un démon des flammes, pas plus gros qu'un chien de taille moyenne ». Ils se tiennent sur leurs « quatre pattes fléchies » et ont « un long museau, un cou sinueux et des cornes plates qui poussent jusque derrière leurs oreilles en pointe »[17].
- Démons de pierre : Ils ont « une carapace qui peut briser la plus dure des pointes de lance »[8]. Ce sont des masses « démesurées et imposantes de muscles aux traits anguleux ». Leur « épaisse carapace noire est couverte de bosses osseuses et leur queue épineuse bat violemment l'air ». Ils se tiennent « voûtés sur leurs deux pieds griffus qui creusent de grands sillons dans le sol à chacun de leurs pas. Leurs longs bras noueux se terminent sur des serres de la taille de couteaux de boucher et leur gueule couverte de bave s'ouvre en grand pour révéler des rangées de dents aiguisées comme des lames». Ils ont également une grande langue noire[18]. Le plus connu d'entre eux, surnommé « Le Manchot » et mesurant cinq mètres, a perdu un bras en essayant de prendre la vie d'Arlen Bales, alors qu'il n'était encore qu'un enfant. Il est vaincu dix ans plus tard par Arlen, devenu messager. Les plus grands démons de pierre sont surnommés les Rocs[19].
- Démons de la rivière: Ces démons vivent dans les rivières[3].
- Démons de sable : Ils sont « Plus petits et plus agiles que leurs cousins, les démons de pierre ». Ils sont « pourvus de petites écailles pointues couleur de sable au lieu des grosses plaques d'un gris charbonneux des démons de pierre, et ils courent à quatre pattes quand les autres se tiennent, voûtés, sur deux jambes ». Leurs visages sont par contre semblables : « des rangées de dents dépassant de leurs mâchoires jusqu'au groin, et des naseaux remontés jusque sous leurs grands yeux dépourvus de paupières. Des os épais partant de leur front, longent le crâne vers le haut, puis vers l'arrière, traversant les écailles pour former des cornes pointues »[20].
- Démons du vent : Ce sont des bipèdes. Ils ont un « corps long et mince » qui est  « doté de membres chétifs qui se terminent sur des griffes crochues de quinze centimètres de long. La face interne de leurs bras et l'extérieur de leurs jambes est palmés d'une membrane fine semblable à du cuir, qui recouvre leurs os flexibles saillant des flancs ». Ils sont « à peine plus grand qu'un adulte ». Ils ont « des ailes d'une envergure de deux fois leur hauteur qui les font paraître gigantesque lorsqu'ils volent. Une corne incurvée part de leur tête, se replie en arrière et est palmée comme leurs membres, formant une crête qui rejoint leur dos. Leur long museau abrite des dents de deux centimètres de long »[21].

## Accueil
En 2009, Gillossen, le testeur du site Elbakin.net donne à L'Homme-rune la note de sept sur dix. Il trouve que l'auteur a su créer un véritable univers et que l'histoire est très facilement accessible. Il regrette cependant que les personnages soient sans réelle épaisseur et que certains passages du roman semblent n’être que des étapes obligées sans réelle saveur propre. En 2011, le même testeur note La Lance du désert six sur dix. Il accueille favorablement le fait que les personnages évoluent mais il regrette que les protagonistes féminins soient trop en retrait et dénués de subtilité. Il note une réelle progression par rapport au premier volume et une volonté de l'auteur de redistribuer les cartes. Il est cependant dérangé par la trop grande présence de scène d'action. En 2014, Gillossen donne un cinq sur dix à La Guerre du jour. Il reproche au roman d'être mal écrit, mal rythmé, d'avoir des personnages féminins creux, des longueurs agaçantes de palabres. L’auteur a selon lui perdu de vue les forces de son récit pour se contenter d’accumuler les scènes sans réel intérêt. En 2015, il donne un quatre et demi sur dix au Trône de crâne. Il déplore les atermoiements des personnages et « un recours systématique à l’action pour combler le vide ». Pour lui le quatrième tome est une lente fuite en avant pour le meilleur et pour le pire.